# Franz Sobtzick
Franz Sobtzick (ur. 1832 – zm. 2 lutego 1905 r.) – raciborski przemysłowiec.
W 1852 Franz Sobtzick, prowadząc piekarnię i ciastkarnię swojego ojca – Feliksa, otworzył przy ulicy Nowej pierwszą cukiernię w mieście. Przekształcił zakład rzemieślniczy ojca w nowoczesne przedsiębiorstwo. W 1868 wykupił działki o powierzchni ok. 1,5 ha, mieszczące się między dzisiejszą ulicą Batorego, Środkową, Nowomiejską, Podwalem i pl. Mostowym. Na tym obszarze powstała pierwsza na Śląsku fabryka czekolady napędzana parą wodną. Po śmierci Franza, pod koniec lat 20. XX wieku zmieniono nazwę zakładu na Sobtzick’s Roka-Werke (pol. Zakłady Roka Sobtzicka).
23 listopada 1899 odkupił od wdowy o nazwisku Samoje dom przy obecnej ulicy Drzymały 32. Franz przebudował postawiony kilkanaście lat wcześniej budynek na swoją reprezentacyjną siedzibę, zwaną Sobtzick-Villa (pol. Willą Sobtzicków). Willa miała dwie kondygnacje, była bogato zdobiona architektoniczne. Płaski dach zdobiła balustrada. Na piętrze urządzono salę balowo-koncertową, a do willi przylegał ogród zimowy i mały park.
W 1881 Franz wybudował podobną fabrykę we Wrocławiu, a w 1904 filię w Monachium. Jego sklepy firmowe działały w takich miastach jak Monachium, Berlin i Gdańsk. Franz, dbając o swoich pracowników, niedaleko fabryki wybudował, w tym samym stylu co fabryka, osiedle domów mieszkalnych. Kompleks ten nazywany był Sobtzickhof (pol. Dwór Sobtzicka) i mieścił się przy dzisiejszej ulicy Czekoladowej.
Franz Sobtzick ze względu na swoją pozycję społeczną został radnym. W 1882 został mianowany królewskim dostawcą dworu przez cesarza niemieckiego Wilhelma I. Natomiast w 1901 cesarz nadał mu tytuł radcy komercyjnego. Zmarł 2 lutego 1905, a firmę przejęli synowie: Franz i Herman.